# Calypte
Calypte é um gênero de aves apodiformes pertencentes à família Trochilidae, que inclui os beija-flores. O gênero possui duas espécies, distribuídas desde o extremo sul do Alasca, pela região mais ao sudoeste do Canadá, seguindo pelos estados de Washington até Califórnia, nos Estados Unidos, até o norte do México.

## Espécies
| Imagem | Nome comum                   | Nome científico | Autoridade     |
| ------ | ---------------------------- | --------------- | -------------- |
|        | beija-flor-de-cabeça-magenta | Calypte anna    | Lesson, 1829   |
|        | beija-flor-de-cabeça-púrpura | Calypte costae  | Bourcier, 1839 |